# Палец
Палец е най-вътрешният пръст на ръката, когато дланта сочи надолу. Той е най-късият от всички пръсти и може да бъде противопоставен на останалите. За разлика от другите, които имат 3 фаланги, палецът има само две, при него липсва средната фаланга. Той е много важен пръст, защото създава възможност за захващане. Нокътят на този пръст расте по-бавно от ноктите на останалите пръсти. Палец (на крака) се нарича и големият пръст на стъпалото.